# 宍戸ヴィシャス
宍戸 ヴィシャス（ししど - 、本名並びに旧芸名：宍戸 和寛（ししど かずひろ）、1981年7月20日 - ）は、日本のピン芸人。
北海道標津郡出身。げんしじん事務所所属を経て、フリー。

## 来歴・芸風
桜美林大学文学部英語英米文学科卒業。2004年頃デビュー。フリーで活動後、2009年2月にげんしじん事務所に所属。2010年1月に宍戸ヴィシャスに改名。2014年1月にげんしじん事務所を退所して引退したが、その後もフリーとして活動。
持ちネタは主にコント、ショートコント。以前はオチに赤ペンを口の周りに塗りながら「最高だわ〜」と叫ぶショートコントをしていた。その後上半身裸で頭にターバンを巻いた姿で合コンの反省会、ラジオ番組のADやライブ中のアイドルなどのコントをしている。オチに以前と同様「最高だわ〜」と叫ぶ事が多い。
趣味はアガサ・クリスティの小説を読むことで、自身のブログに感想を書く事が多い。

## 出演

### ライブ
- げんしじん事務所主宰ライブ

雑音フェティッシュ
P級サマンサ
新薬芸品バイパス
爆笑あまにゃま寄席
他

### 雑誌
- 「笑いの聖戦」（スコラマガジン、2010年12月18日）